# Мерста
Мерста (швед. Märsta) град је у Шведској, у источном делу државе. Град је у оквиру Стокхолмског округа, је значајно предграђе града Стокхолма. Мерста је истовремено и седиште Општине Сигтуна.
Поред Мерсте је смештен међународни аеродром „Арланда“, најважнији од аеродрома које служе Стокхолм.

## Природни услови
Град Мерста се налази у источном делу Шведске и Скандинавског полуострва. Од главног града државе, Стокхолма, град је удаљен 40 км северно.
Мерста се развила у области источног Упланда. Градско подручје је бреговито. Надморска висина града је 20-50 м. Град се налази близу великог шведског језера Меларен, а око града се налази пар мањих језера.

## Историја
Подручје Мерсте било насељено још у време средњег века. С до средине 20. века то је село без већег значаја.
После Другог светског рата управа града Стокхолма је пар деценија спроводила јак и брз развој предграђа у циљу растерећења самог града. Тако је настао и данашња Мерста, који својом величином спада у највећа предграђа.

## Становништво
Мерста је данас насеље средње величине за шведске услове. Град има око 24.000 становника (податак из 2010. г.), а градско подручје, тј. истоимена општина има око 42.000 становника (податак из 2012. г.). Последњих деценија број становника у граду веома брзо расте, чак и за појмове предграђа од Стокхолма.
До средине 20. века Мерсте су насељавали искључиво етнички Швеђани. Међутим, са јачањем усељавања у Шведску, становништво града је веома шаролико.

## Збирка слика
- Мерста из ваздуха
- Главна градска црква
- Средиште Мерсте - пешачка целина
- Православна црква Светог Јована